# Tapinoma rottnestense
Tapinoma rottnestense é uma espécie de formiga do gênero Tapinoma.